# 埃爾姆維尤 (加利福尼亞州)
埃爾姆維尤（英語：Elm View）是位於美國加利福尼亞州弗雷斯諾縣的一個非建制地區。該地的面積和人口皆未知。

## 地理
埃爾姆維尤的座標為36°32′51″N 119°47′29″W / 36.54750°N 119.79139°W，而該地的平均海拔高度為78米（即256英尺）。